# Dillan Ismail
Dillan Ismail, född 2 april 1992, är en svensk fotbollsspelare som spelar för IFK Haninge.
Utöver fotbollskarriären är Ismail utbildad läkare.

## Karriär

### Tidig karriär
Ismails moderklubb är Unik FK. 2007 gick han till IK Sirius och i augusti 2010 skrev han på ett lärlingskontrakt med klubben. Han spelade fem matcher och gjorde ett mål för Sirius i Division 1 Norra 2011. Under säsongen var han även utlånad till Gamla Upsala SK, där det blev sju matcher i Division 2.

### Enköpings SK
I mars 2012 värvades Ismail av Enköpings SK, där han skrev på ett tvåårskontrakt. Ismail spelade 18 ligamatcher och gjorde ett mål i Division 1 Norra 2012. Det blev ingen lyckad säsong för Enköping som blev nedflyttade till Division 2 och Ismail valde att lämna klubben efter endast en säsong.

### Umeå FC
I februari 2013 värvades Ismail av Umeå FC, där han skrev på ett ettårskontrakt. Ismail spelade 18 ligamatcher och gjorde tre mål i Division 1 Norra 2013. I november 2013 förlängde han sitt kontrakt med Umeå FC. Säsongen 2014 spelade Ismail 22 ligamatcher och gjorde ett mål. I januari 2015 förlängde han återigen sitt kontrakt. Säsongen 2015 spelade Ismail 25 ligamatcher och gjorde tre mål. Efter säsongen ryktades Ismail till både Gefle IF och norska Mjøndalen IF, men i januari 2016 förlängde han slutligen sitt kontrakt i Umeå FC med två år.
Säsongen 2016 spelade Ismail 25 ligamatcher och gjorde två mål. Följande säsong spelade han 24 ligamatcher och gjorde sex mål. I januari 2018 förlängde Ismail sitt kontrakt med två år och blev även inför säsongsstarten utsedd till lagkapten. Han spelade 27 ligamatcher och gjorde fyra mål i Division 1 Norra 2018.

### Dalkurd FF
I januari 2019 värvades Ismail av Dalkurd FF, där han skrev på ett tvåårskontrakt. Ismail tävlingsdebuterade den 18 februari 2019 i en 2–0-vinst över Eskilsminne IF i Svenska cupen. Han spelade även i matcherna mot Varbergs BoIS och Hammarby IF då Dalkurd slutade tvåa i sin grupp i gruppspelet i Svenska cupen 2018/2019. Ismail gjorde sin Superettan-debut den 31 mars 2020 i en 0–0-match mot Östers IF. Han spelade 28 ligamatcher och gjorde ett mål i Superettan 2019.

### Återkomst i Umeå FC
I mars 2020 blev Ismail klar för en återkomst i Umeå FC, där han skrev på ett tvåårskontrakt. Efter säsongen 2020 lämnade Ismail klubben.

### Återkomst i Dalkurd FF
I februari 2021 återvände Ismail till Dalkurd FF. Efter säsongen 2021 lämnade han klubben.

### Senare karriär
I mars 2022 blev Ismail klar för spel i division 3-klubben FC Arlanda. Inför säsongen 2023 gick han till Gamla Upsala SK. I mars 2025 gick Ismail till IFK Haninge.